# Let Your Body Decide
Let Your Body Decide är den svenska glamrockgruppen The Arks debutsingel. Den släpptes år 2000 och finns med på deras debutalbum We Are The Ark från samma år. 2001 släpptes singeln igen i en ny version. På singellistorna nådde den 20:e-platsen i Italien, 59:e-plats i Sverige. Trackspubliken var tidiga att upptäcka The Ark och låten klättrade upp till plats 9 på Trackslistan i april 2000. 
Låten förekommer i den amerikanska filmen Super från 2010.

## Listplaceringar
| Lista (2000-2002) | Topplacering |
| ----------------- | ------------ |
| Italien           | 20           |
| Sverige           | 59           |

### Fotnoter
1. ↑  ”Svensk mediedatabas”. http://smdb.kb.se/catalog/id/001553621. Läst 22 maj 2011.
2. ↑  ”Svensk mediedatabas”. http://smdb.kb.se/catalog/id/001553564. Läst 22 maj 2011.
3. ↑  ”Internet Movie Database”. http://www.imdb.com/title/tt1512235/soundtrack?ref_=tt_trv_snd. Läst 31 januari 2016.
4. ↑  Italiancharts - Let Your Body Decide på den italienska singellistan
5. ↑  Swedishcharts - Let Your Body Decide på den svenska singellistan